# Spohns Haus

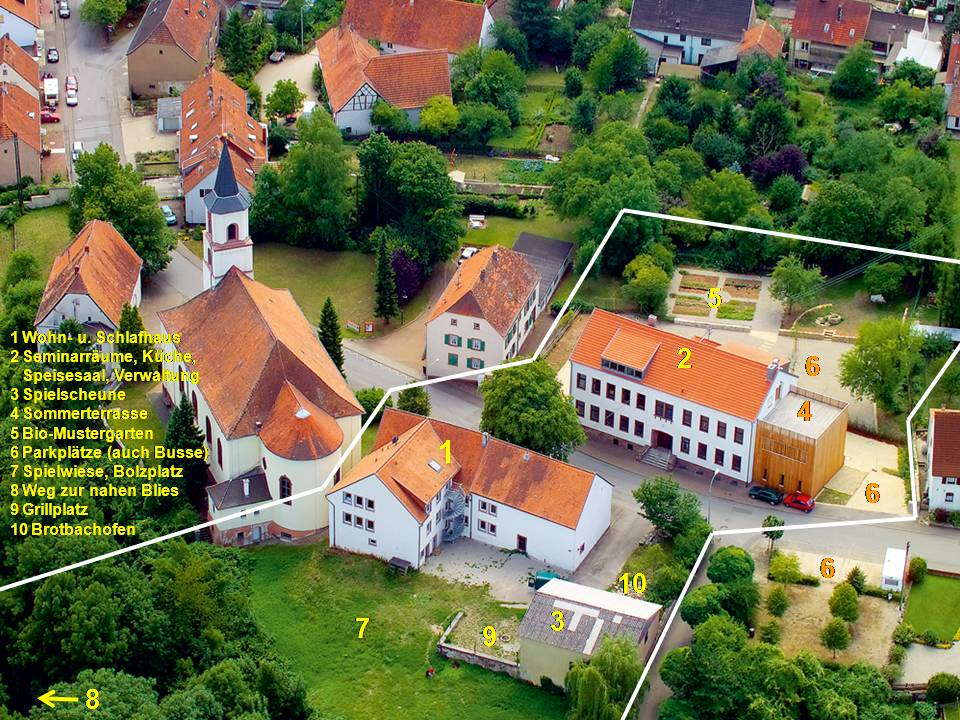
„Spohns Haus“ mit Umgebung

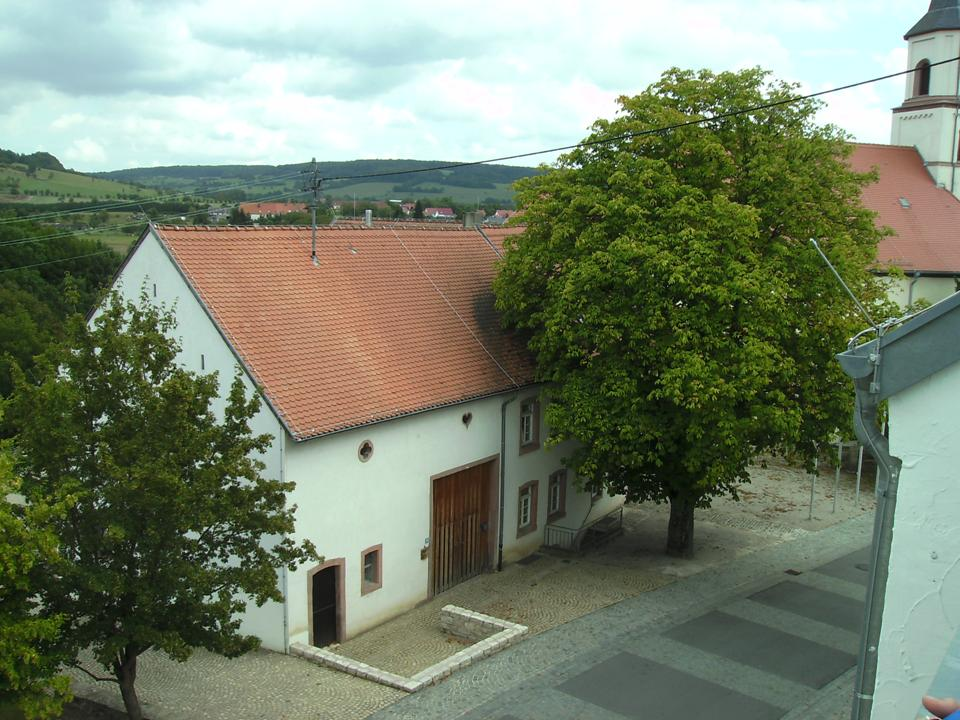
Spohns Haus: Bauernhaus, Vorderfront

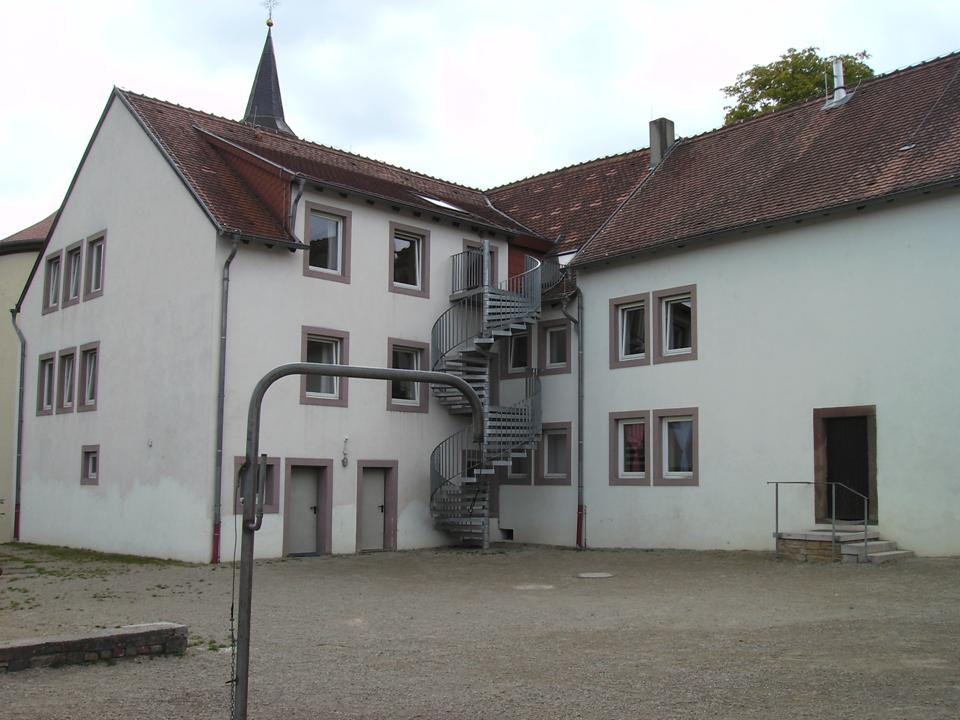
Spohns Haus: Bauernhaus, Hofansicht

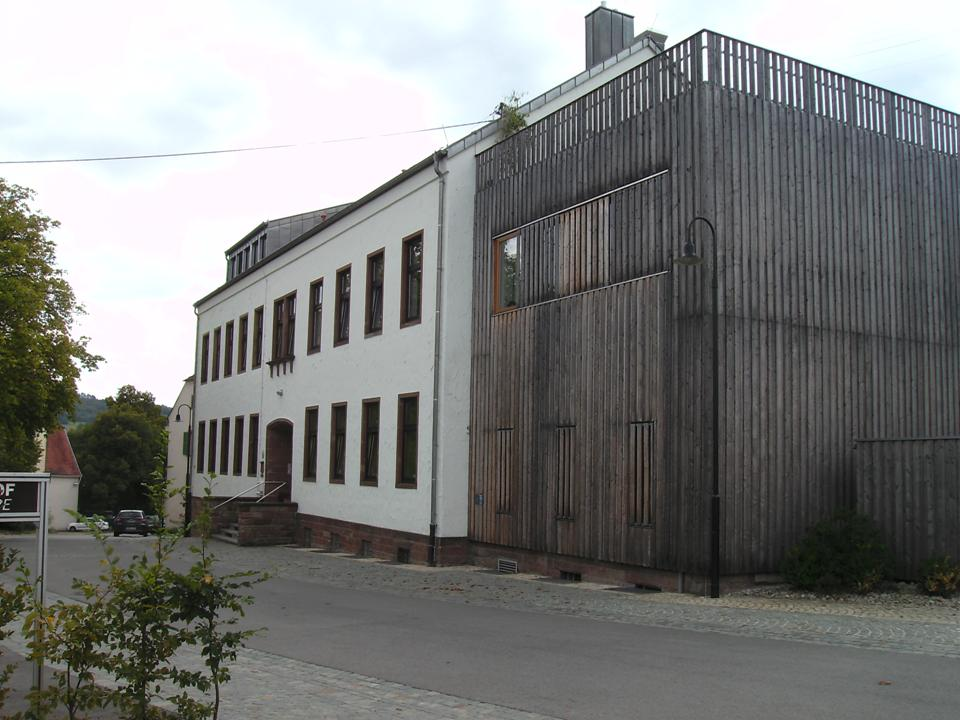
Spohns Haus: Seminar- und Verwaltungsgebäude

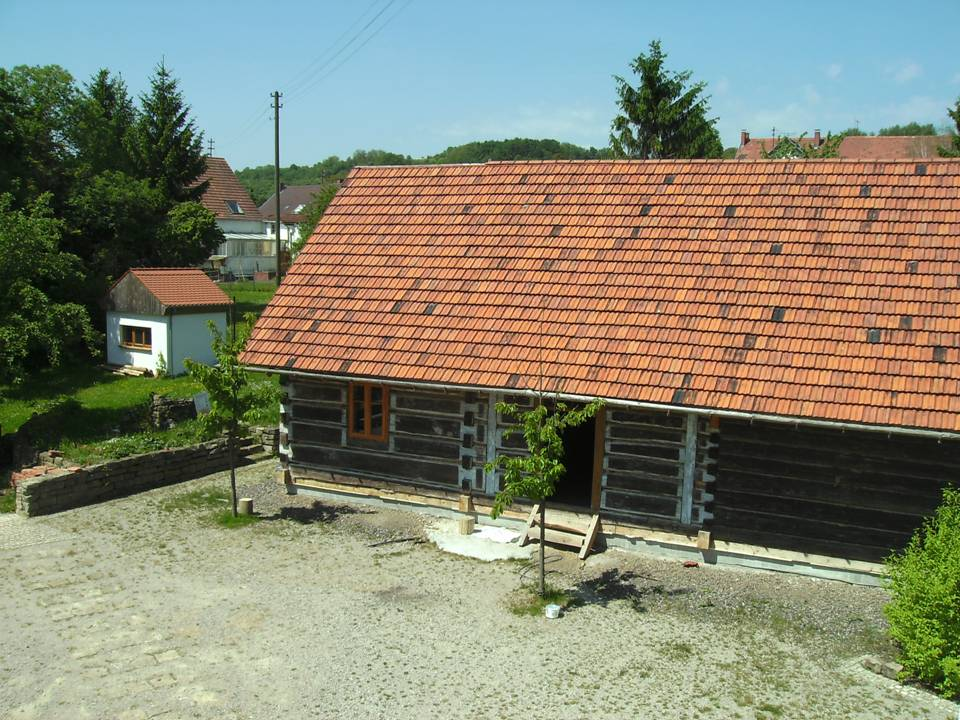
Spohns Haus: altes polnisches Holz-Bauernhaus

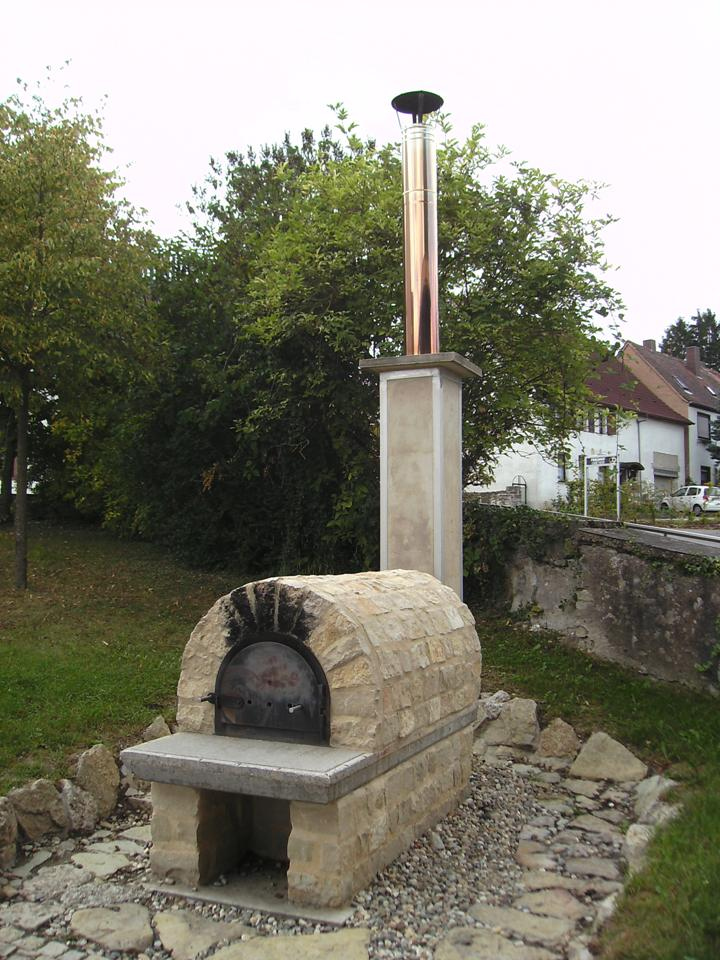
Spohns Haus: Brotbackofen

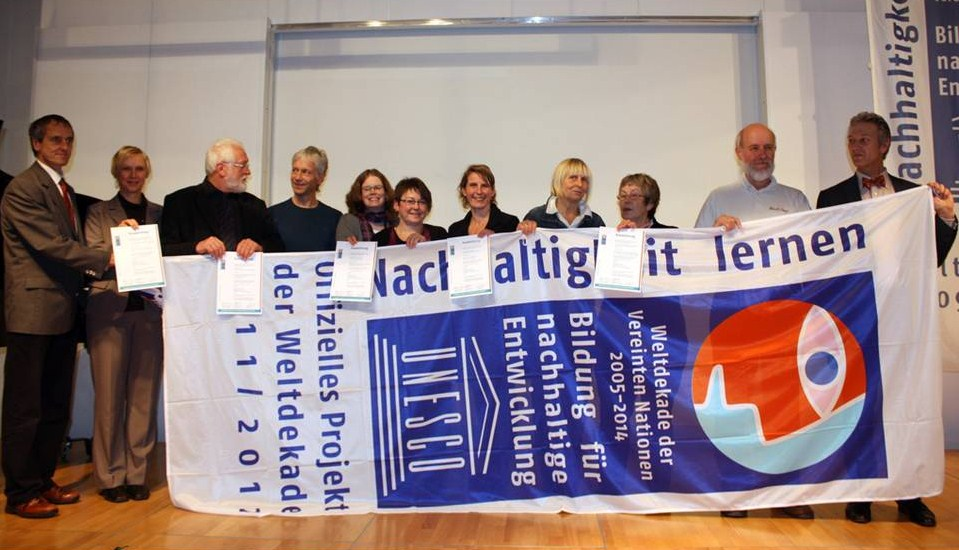
Übergabe des 4. UNESCO-Siegels an Spohns Haus

Spohns Haus ist ein Ökologisches Bildungszentrum und Schullandheim in Gersheim.

## Beschreibung
Das Schullandheim besteht aus unterschiedlichen Gebäuden im Ortskern von Gersheim neben der Kirche:
- Ein altes Bauernhaus („Spohns Haus“), das äußerlich unverändert blieb, innen jedoch modern ausgebaut wurde. Etwa 70 Kinder können dort in Schlafsälen mit Etagenbetten übernachten.
- Ein ehemaliges Schulgebäude mit einem späteren Anbau. Es beherbergt Unterrichtssäle, die auch zu Spiel- und Bastelzwecken genutzt werden können. Zusätzlich können hier weitere 12 Kinder sowie in Einzelzimmern Lehrer übernachten. In diesem Gebäude ist auch die Verwaltung untergebracht.
- Ein altes original polnisches Holz-Bauernhaus. Es wurde in Polen abgebaut und originalgetreu im Hof des Schulgebäudes wieder aufgebaut. Nach dem Innenausbau wird es weitere 12 Schlafplätze für Kinder bieten.
- Eine ehemalige, auf zwei Seiten offene Scheune auf dem Hof des Bauernhauses. Sie dient als Witterungsschutz bei Festen und sonstigen Veranstaltungen.
- In etlichen Freiflächen rund um die Häuser haben die Kinder reichlich Platz zum Spielen und Toben. Vorhanden sind weiterhin ein gemauerter Brotbackofen und eine Grillfeuerstelle.

## Ziele
Spohns Haus ist eine zentrale Einrichtung der Umweltbildung im Saarland, wie es im Saarländischen Naturschutzgesetz definiert und verankert ist. Sein Leitbild ist die Bildung für nachhaltige Entwicklung (BNE), das pädagogische Konzept besteht in der Umsetzung von BNE. Dazu werden innovative Projekte und praktische Angebote entwickelt und erprobt. Ein hauseigenes umweltpädagogisches Team vermittelt mit Hilfe konkreter Themenstellungen Fähigkeiten und Kompetenzen zur verantwortungsbewussten Gestaltung der Zukunft. Angeboten werden neben den traditionellen Klassenaufenthalten Jugendfreizeiten und internationale Jugendworkshops, aber auch Familien bezogene Aktivitäten (z. B. „Kochen mit der ganzen Familie“).
Spohns Haus hat sein Angebot inzwischen weiter entwickelt: Kurz- und Erholungsurlaub für die Familie, Nachtherberge für Jakobswegpilger, Firmen- und Familienfeste, Probestätte für mehrtägige Arbeitsphasen von Chören sowie von Musik- und Theatervereinen, Veranstaltungsstätte für Seminare, Schulungen und Tagungen jeglicher Art. Ein weiterer Arbeitsschwerpunkt liegt auf der Präsentation von kulturellen Veranstaltungen der unterschiedlichsten Art.

Getragen wird Spohns Haus von dem „Verein für Europäische Umweltbildung und Umwelterziehung e. V.“ (VEUBE). Die Finanzierung erfolgt in erster Linie durch finanzielle Förderung des saarländischen Umweltministeriums, durch erwirtschaftete Eigenmittel sowie durch Zuwendungen etlicher Sponsoren.
Erster Vorsitzender des Trägervereins und Leiter des Hauses ist der Pädagoge und Musiker Hans Bollinger (Stand: 2013).

## Internationale Dimension
Einen besonderen Schwerpunkt legt Spohns Haus auf die Förderung grenzübergreifender Kontakte zwischen Jugendlichen; dabei konzentriert man sich auf eine europäische Ausrichtung, speziell auf deutsch-polnisch-französische Begegnungen.
Bei all seinen Aktivitäten legt das Haus Wert auf seine Einbindung in das UNESCO-Biosphärenreservat Bliesgau, in dessen Kerngebiet es sich befindet.

## Auszeichnungen
- Bereits viermal erhielt Spohns Haus die Auszeichnung Offizielles Projekt der UN-Weltdekade Bildung für nachhaltige Entwicklung (2005, 2007/08, 2009, 2011/12).[4] Verliehen wird sie von der Deutschen UNESCO-Kommission und dem Nationalkomitee Bildung für Nachhaltige Entwicklung.
Damit ist das Haus das einzige deutsche Schullandheim, das bereits viermal ausgezeichnet wurde.[5]
- Verleihung der Qualitätsplakette des Deutschen Schullandheimverbandes 2007[6]
- Zertifizierung nach „Qualitätsleitfaden“ des „Verbandes Deutscher Schullandheime“ (2011)
- Der Leiter von Spohns Haus, Hans Bollinger, erhielt den 2011 Ehrentitel „Dobry Sasiad / Guter Nachbar“ (Auszeichnung des Deutsch-Polnischen Jugendwerks) aus den Händen vom damaligen Bundespräsident Christian Wulff und Staatspräsident Bronisław Komorowski (Polen).[7]

## Publikationen
Die Einzelpublikationen der „Edition Spohns Haus“, herausgegeben vom saarländischen Ministerium für Umwelt, Energie und Verkehr, thematisieren nachhaltigkeitsrelevante Themen wie z. B. Wasser, Wald, Biosphäre, Klima oder Ernährung. Die jeweiligen Unterrichtsmodule beziehen sich auf die saarländischen Lehrpläne der Sekundarstufe I und eignen sich somit für den Schulunterricht. Darüber hinaus finden sie ihren Einsatz in außerschulischen Lernorten wie Spohns Haus und werden dort in einem Erlebnisprogramm für Schulklassen umgesetzt. Folgende Themenbereiche wurden in der Edition Spohns Haus publiziert:
- Biosphäre – Natur und Mensch im Einklang
- Ernährung – auch der Mensch is(s)t Natur
- Wald – Reservoir des Lebens
- Wasser – Lebensmittel für die Welt
- Klima – Vorsorge für unseren Planeten
- Bienen – Artenvielfalt und Wirtschaftsleistung